# 武内哲夫
武内 哲夫（たけうち てつお、1896年（明治29年）9月 - 没年不詳）は、日本、満洲国、蒙古の官僚。

## 経歴
秋田恒五郎の三男として福岡県に生まれ、武内謙介の養子となる。1915年（大正4年）福岡県立中学修猷館、1919年（大正8年）7月第五高等学校政治科を経て、1922年（大正11年）東京帝国大学法学部政治学科を卒業。
内務省に入省し、大阪府において警察署長、警視庁において交通課長、長野県において内務部地方課長・農商課長などを務めた後、満洲国に渡り、国務院民生部において警務司司法科長・地方司総務科長、国務院内務局管理處長、錦州省次長、総務庁参事官などを務める。
1941年（成紀(成吉思汗紀元)736年）10月蒙古聯合自治政府内政部次長兼中央警察学校長、中央青年指導員訓練所長を経て、1942年（成紀737年）12月蒙古聯合自治政府総務庁長に就任。1944年（成紀739年）6月退任。